# Kampong Chhnang (Stadt)
Kampong Chhnang (Khmer: ក្រុងកំពង់ឆ្នាំង) ist die Hauptstadt der gleichnamigen Provinz Kampong Chhnang in Kambodscha.

## Geografie
Die Stadt liegt westlich des Flusses Tonle Sap und ist ein bekannter Hafen. Kampong Chhnang ist durch die Nationalstraße 5  mit der Hauptstadt Phnom Penh verbunden. Früher besaß die Kleinstadt bis zur Stilllegung einen Flugplatz und eine Stichstrecke von der Bahnstrecke Phnom Penh–Poipet. 
Im Jahr 1998 hatte Kampong Chhnang eine städtische Bevölkerung von 41.703 (1998 Zensus), im Jahr 2008 waren es 43.130 (2008 Zensus).

## Wirtschaft
Die Wirtschaft der Region wird von der Reisproduktion dominiert und viele Einheimische leben während der Hochwassermonsunzeit in schwimmenden Fischerdörfern.